# Islas subantárticas de Nueva Zelanda
Los cinco archipiélagos más meridionales de Nueva Zelanda forman las llamadas islas subantárticas de Nueva Zelanda. Estas islas han sido declaradas por la Unesco como Patrimonio de la Humanidad en el año 1998. Abarcando un área protegida de 76 458 ha.
Las islas están localizadas, mayoritariamente, cerca del borde meridional del continente, ahora sumergido, llamado Zealandia. Este continente centrado en la actual Nueva Zelanda, se hundió tras la apertura de un borde divergente que lo separó de Australia hace 60-85 millones de años, y de la Antártida entre los 85-130 millones de años. Tiene un área de 3 500 000 kilómetros, casi la mitad del tamaño de Australia y es excepcionalmente largo y estrecho.
Hasta 1995, el personal de investigación científico fue colocado permanentemente en una estación meteorológica sobre las islas Campbell. Desde entonces, las islas están deshabitadas y son las siguientes: 
- Las islas Antípodas: la isla principal, la isla Bollons, la isla de Barlovento, la isla de Sotavento y el islote Sur, más pequeñas rocas.
- Las islas Auckland: la isla Auckland, la isla Adams, la isla Enderby, la isla Decepción y la isla Rosa, más rocas menores.
- Las islas Bounty: dos pequeños grupos de islotes, el Grupo Occidental y el Grupo Oriental, además de rocas menores.
- El archipiélago Campbell: formado por la isla Campbell, la isla principal, además de un variado grupo de rocas menores y pequeños islotes, incluye el punto más meridional de Nueva Zelanda, la isla Jacquemart.
- Las islas Snares: La isla de noreste, la isla Alta, la isla Broughton, y los islotes de Alert Stack, Tahi, Rua, Toru, Wha, y Rima, además de rocas y farallones.

Comparten algunas características con la isla australiana de Macquarie al oeste.
Nueva Zelanda también tiene reclamaciones territoriales bajo el Tratado Antártico de varias islas cercanas al continente antártico, a saber:
- La isla de Ross
- Las islas Balleny: la isla Young, la isla Buckle y la isla Sturge, además de multitud de pequeños islotes.
- La isla Roosevelt
- La isla Scott

De estos, la isla Ross está habitada por el personal científico de varias estaciones de investigación, en el estrecho de McMurdo, la planta de McMurdo y la Base Scott.

## Tabla de la Unesco sobre el territorio protegido
| Código  | Nombre          | Área protegida | Coordenadas                                   |
| ------- | --------------- | -------------- | --------------------------------------------- |
| 877-001 | Islas Snares    | 341 ha.        | 48°02′00″S 166°35′00″E / -48.03333, 166.58333 |
| 877-002 | Islas Bounty    | 135 ha.        | 47°45′00″S 179°03′00″E / -47.75000, 179.05000 |
| 877-003 | Islas Antípodas | 2097 ha.       | 49°41′00″S 178°48′00″E / -49.68333, 178.80000 |
| 877-004 | Islas Auckland  | 62 560 ha.     | 50°29′00″S 165°52′00″E / -50.48333, 165.86667 |
| 877-005 | Isla Campbell   | 11 331 ha.     | 52°33′00″S 169°09′00″E / -52.55000, 169.15000 |